# ددان
ددان (به لاتین: theria) جانور وحشی (دد به فارسی به معنی وحشی، درنده است)) زیررده‌ای از پستانداران هستند که فرزندان خود را بدون گذاشتن تخم به دنیا می‌آورند و شامل پس‌ددان و هوددان (جفت‌داران) می‌شوند.
در استخوان‌های کمربند سینه‌ای ددان، پیش‌غرابی و بین ترقوه‌ای وجود ندارد. به دو بالا راسته و ۱۸ راسته تقسیم می‌شوند. کلاد خواهری آنها پیش‌ددان (Prototheria) یعنی پیش از ددان. این نام‌گذاری به دلیل آن است که علاوه بر تک سوراخیان (monotremata) جانوران دیگری (اغلب منقرض شده) نیز در یک کلاد خواهری تک‌نیا با ددان قرار می‌گیرند) می‌باشد.

## رده‌بندی
رده‌بندی ددان بسته به سامانهٔ طبقه‌بندی که رده‌بندی بر پایه آن انجام شده متفاوتند. سامانهٔ طبقه‌بندی به کاررفته توسط ویگن و همکاران (۲۰۰۰) چنین رده‌بندی‌ای ارائه می‌دهد:
| رده پستانداران - زیررده ددان: پستانداران زنده‌زا - فرورده پس‌ددان: کیسه‌داران - فرورده هوددان:جفت‌داران |